# Color StyleWriter

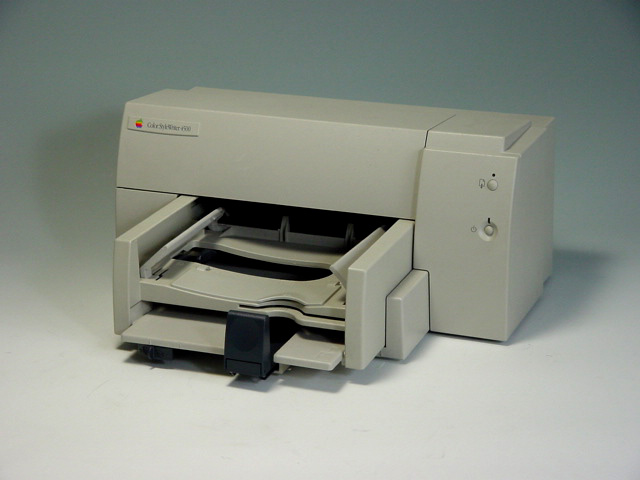
Color StyleWriter 4500

Le stampanti della famiglia Color StyleWriter erano delle stampanti a getto di inchiostro prodotte da Apple. La prima stampante della famiglia Color StyleWriter venne presentata nel 1994 con l'introduzione della Color StyleWriter Pro. Fin dagli inizi degli anni novanta la tecnologia che stava alla base delle stampanti a getto di inchiostro a colori era diventata economicamente conveniente e quindi nel 1994 Apple decise di dismettere le stampanti in bianco e nero basate sulla vecchia tecnologia e di creare la linea Color basata sulla nuova tecnologia. Sviluppò anche la Color StyleWriter 2200, una stampante progettata per essere usata con i portatili Powerbook. Questa stampante era nera ed era contenuta in un case compatto in modo da essere facilmente trasportata. Successivamente lo sviluppo delle tecnologie di stampa divenne sempre più costoso e quindi Apple decise di sviluppare prodotti utilizzando motori di stampa di altre ditte. Le Color StyleWriter 4100, 4500 e 6500 utilizzano tecnologia Hewlett-Packard concessa in licenza. Le stampanti erano basate sul motore di stampa della DeskJet 600 ed infatti Apple vendeva anche la carta fotografica che la Hewlett Packard aveva sviluppato per la DeskJet 600.